# Hagnéville-et-Roncourt
Hagnéville-et-Roncourt ist eine französische Gemeinde mit 81 Einwohnern (Stand: 1. Januar 2022) im Département Vosges in der Region Grand Est (bis 2015: Lothringen). Sie gehört zum Arrondissement Neufchâteau und zum Gemeindeverband Terre d’Eau.

## Geografie
Die Gemeinde Hagnéville-et-Roncourt liegt am Nordostrand der Landschaft Bassigny zwischen den Städten Neufchâteau und Vittel. Die beiden Dörfer Hagnéville und Roncourt liegen vier Kilometer voneinander getrennt. Umgeben wird Hagnéville-et-Roncourt von den Nachbargemeinden Aulnois im Norden, Ollainville im Nordosten, Sandaucourt im Osten, Bulgnéville im Südosten, Morville im Süden, Malaincourt im Südwesten sowie Beaufremont im Westen. Der Forst Bois d'Hagnéville in der Mitte der Gemeinde trennt die beiden namengebenden Dörfer und auch die Einzugsgebiete der Flüsse Anger im Westen und Vair im Osten. In einem Waldgebiet im Westen der Gemeinde (Bois des Roches) befindet sich der höchste Punkt von Hagnéville-et-Roncourt auf 487 m über dem Meer.

## Geschichte
Die Gemeinde entstand am 1. Januar 1978 durch den Zusammenschluss der beiden vormals selbständigen Gemeinden Roncourt und Hagnéville.

### Bevölkerungsentwicklung
| Jahr      | 1982 | 1990 | 1999 | 2008 | 2019 |
| Einwohner | 91   | 104  | 89   | 82   | 86   |

Im Jahr 1846 wurde mit 190 Bewohnern der beiden ehemaligen Gemeinden Hagnéville und Roncourt in der Addition die höchste Einwohnerzahl ermittelt. Die Zahlen basieren auf den Daten von cassini.ehess und INSEE.
1975, vor dem Zusammenschluss mit Hagnéville, hatte Roncourt nur 18 Einwohner.

## Sehenswürdigkeiten
- Kirche Sainte-Gontrude in Hagnéville
- Kirche Mariä Himmelfahrt in Roncourt
- Brunnen in Roncourt
- monumentales Wegekreuz in Hagnéville aus dem 16. Jahrhundert, Monument historique[4]

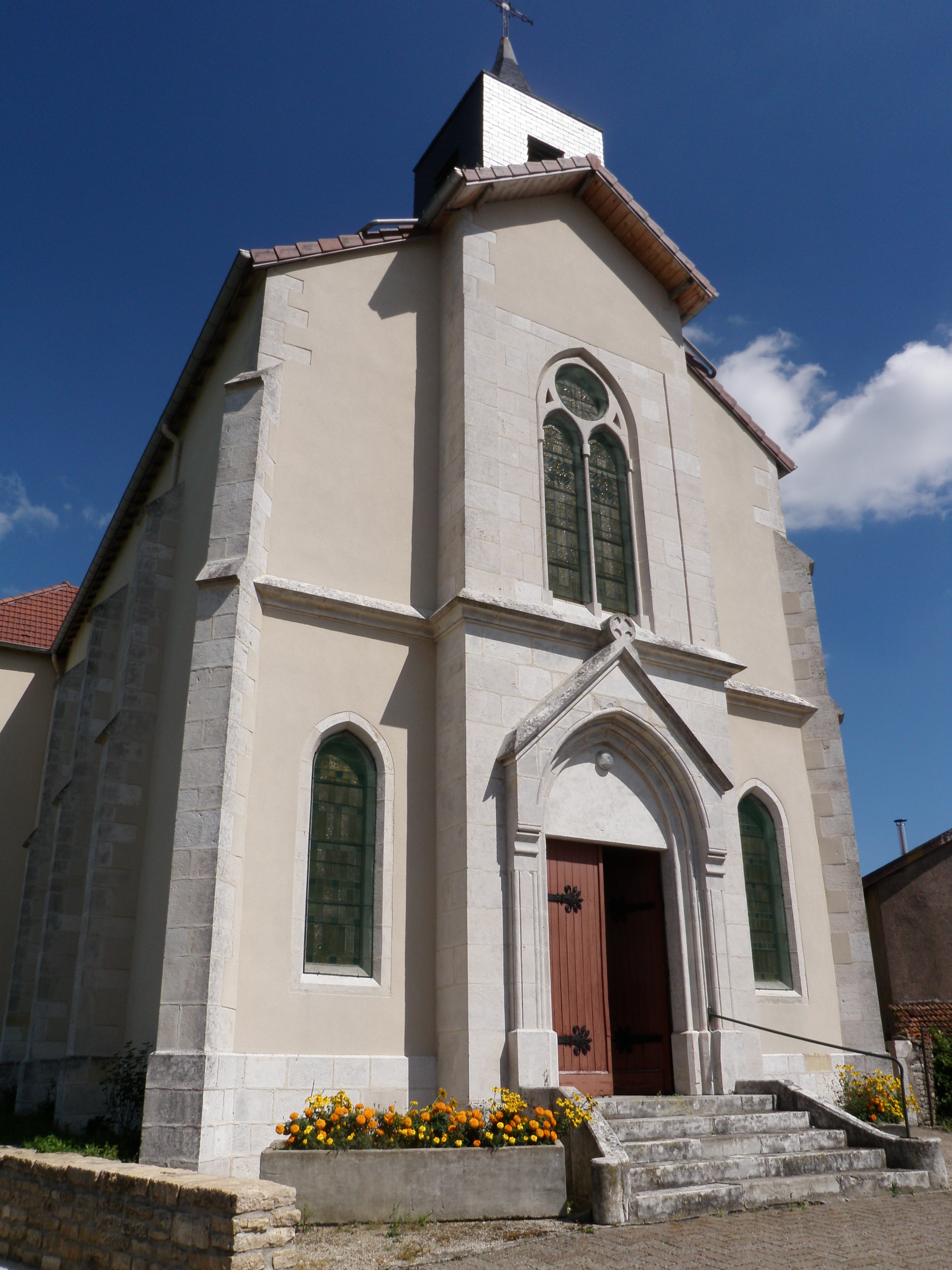
Kirche Sainte-Gontrude
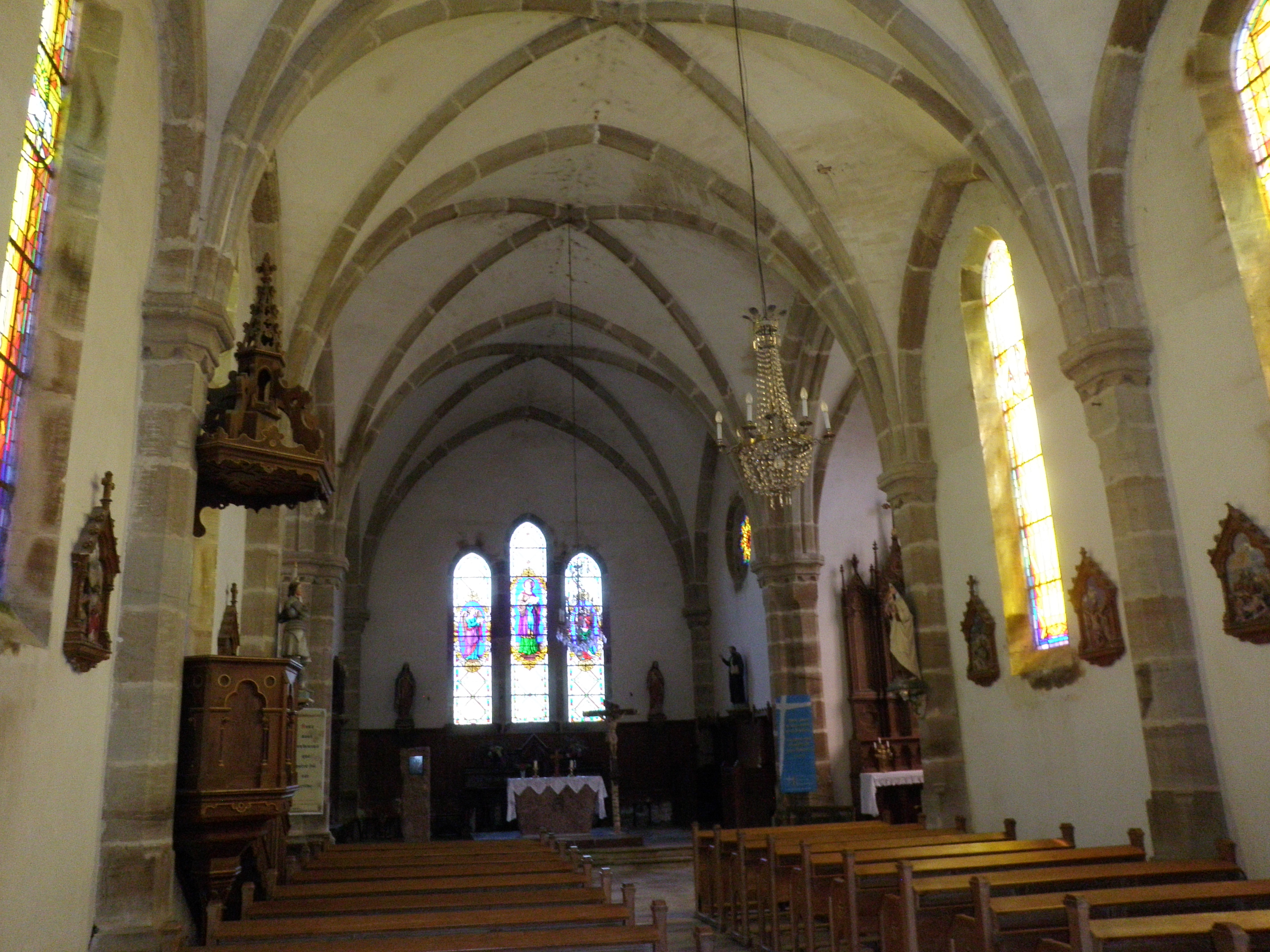
Innenansicht Sainte-Gontrude
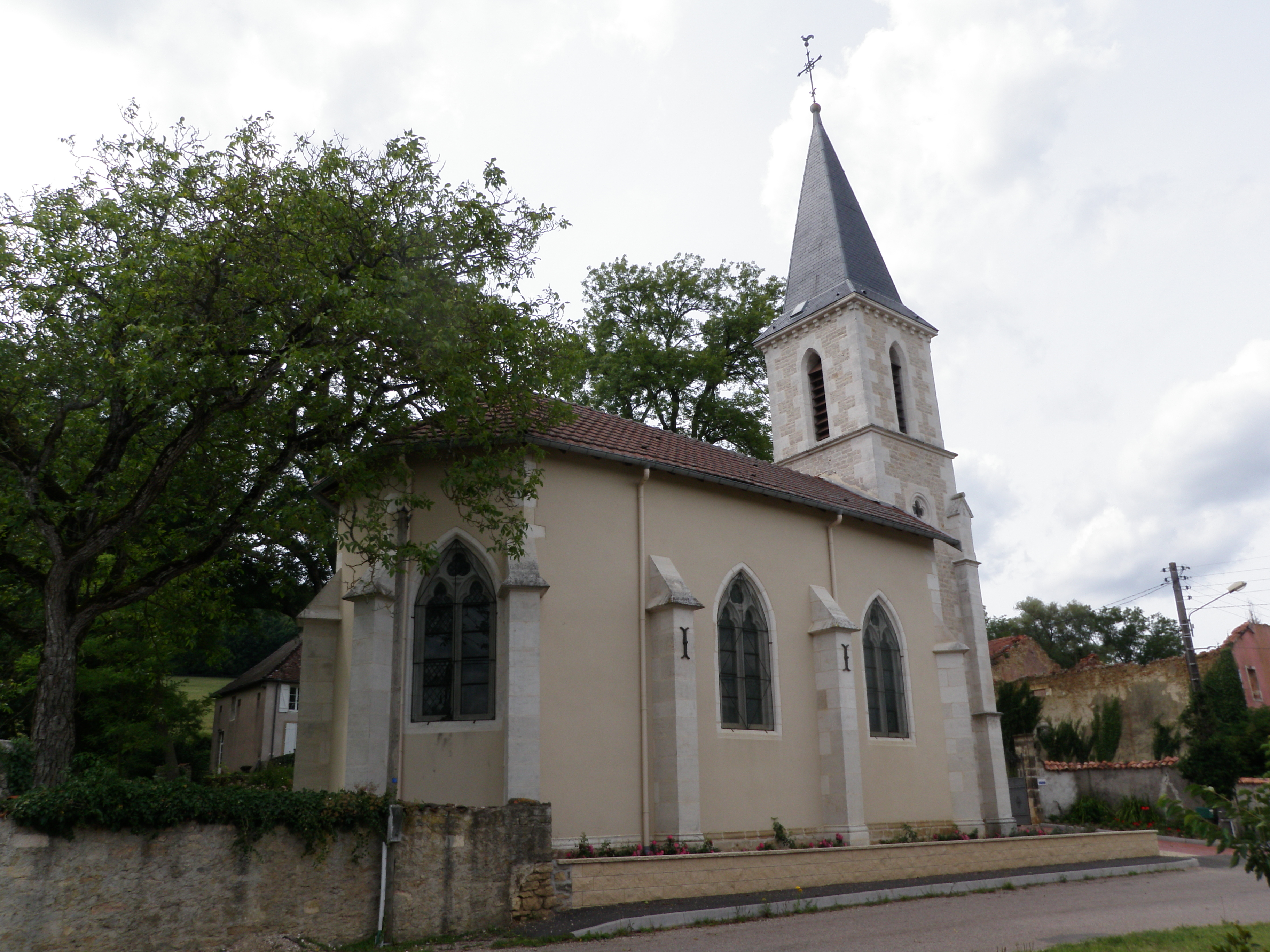
Kirche Mariä Himmelfahrt

## Wirtschaft und Infrastruktur
In Hagnéville-et-Roncourt gibt es fünf landwirtschaftliche Betriebe (Getreide und Milchviehwirtschaft).
Durch Hagnéville-et-Roncourt  führt die Fernstraße von Neufchâteau nach Vittel (D 164), die in Bulgnéville, fünf Kilometer südöstlich von Hagnéville-et-Roncourt, auf die Autoroute A31 trifft. Der im 14 Kilometer entfernten Contrexéville gelegene Bahnhof liegt an der Bahnlinie von Nancy nach Culmont-Chalindrey, die von der TER Grand Est betrieben wird.

## Belege
1. ↑  Hagnéville-et-Roncourt auf cassini.ehess
2. ↑  Hagnéville-et-Roncourt auf INSEE
3. ↑  Statistik Roncourt auf cassini.ehess.fr
4. ↑  Croix de chemin in der Base Mérimée des französischen Kulturministeriums (französisch)
5. ↑  Landwirtschaftsbetriebe auf annuaire-mairie.fr.fr (französisch)